# Thelypteris tablana
Thelypteris tablana là một loài thực vật có mạch trong họ Thelypteridaceae. Loài này được (Christ) A.R. Sm. miêu tả khoa học đầu tiên năm 1973.